# Urâta, Bârzula
Urâta (în ucraineană Оленівка, transliterat: Olenivka) este un sat în comuna Balta din raionul Bârzula, regiunea Odesa, Ucraina.
Satul a fost redenumit în Elenovka, ulterior Olenivka după anul 1941, când o mare parte din teritoriul fostei RASS Moldovenești a trecut la Ucraina sovietică.

## Demografie
Componența lingvistică a localității Urâta
     Ucraineană (92,34%)
     Rusă (5,89%)
     Română (1,18%)
     Alte limbi (0,3%)
Conform recensământului din 2001, majoritatea populației localității Urâta era vorbitoare de ucraineană (92,34%), existând în minoritate și vorbitori de rusă (5,89%) și română (1,18%).